# Sandro Bajini
Sandro Bajini (Sannazzaro de' Burgondi, 28 novembre 1928 – Milano, 19 luglio 2022) è stato un drammaturgo, traduttore e scrittore italiano.

## Biografia
Si laureò in medicina ma preferì dedicarsi al mondo del teatro. Tradusse Molière, Marivaux, Feydeau, Ionesco. Su Gesto 4 aderì al Manifesto dell'arte interplanetaria con Farfa, Baj, Balestrini, Porta (che si firmava ancora Paolazzi), Anceschi, Del Pezzo, Persico e altri.
Fu autore di testi satirici per il teatro (Come siam bravi quaggiù, con Vittorio Franceschi, 1960, Il capitale morale, 1961 ), talvolta metaforici e amaramente ironici (Dinner, con Gina Lagorio, 1983), ma spaziò attraverso molte attività, dalla saggistica erudita agli interventi polemici (nel periodo 1980-1981 Sandro Bajini tenne sul quotidiano Il Giorno di Milano la rubrica Il mondo a rovescio), dalla poesia alla narrativa, dalle invenzioni grafiche agli spettacoli di marionette per Gianni Colla (La regina della neve, con scene e costumi di Luigi Veronesi, 1988-89).
Giocati sul paradossale, sul satirico, sull'umorismo nero, i testi di Bajini furono sempre costruiti attraverso aforismi, trovate, jeux de mots. Talvolta avevano la forma di veri e propri sketch. Egli sperimentò infatti diversi suoi testi al Nebbia Club, il primo Teatro Cabaret italiano: Il Capitale morale, Roma anno I, Meditazione n°1, La luce rossa, La maestra malata, che fecero scalpore.
(Sandro Bajini, "Stori liber del Gran Liber")

## Opere

### Libri di poesia
- Rote Lichter (Luci rosse), con incisioni di Michele Mainoli. Edizione bilingue (traduzione in tedesco di Alfredo Morelli), Arcade Presse, Zurich 1960
- Stori liber del Gran Liber, poemetti in dialetto milanese su episodi biblici, illustrazioni di Paolo Pellegrini, Libreria Meravigli Editrice, Milano 1980. Riedizione con traduzione italiana a fronte e illustrazioni di Emanuele Luzzati, viennepierre edizioni, Milano 1996
- Irina avrà le sedie, con illustrazioni di Mariella Rolfo, Managò editore, Bordighera 1993
- Epigrammi fuggitivi, con introduzione di Giampiero Rugarli, viennepierre edizioni, Milano 1995
- I quaderni di Menippo, postfazione di Paolo Puppa, viennepierre edizioni, Milano 1999
- Chiacchieratine con Ernestino, introduzione di Marco Innocenti, la regina saracena, Sanremo 2004
- Vita e morte del gatto Rameau, viennepierre edizioni, collana I parabordi, Milano 2009
- Ipogrammi, introduzione di Marco Innocenti, Casabianca editore, Sanremo 2011
- Libera uscita, epigrammi e altro, Lo Studiolo edizioni, Sanremo 2015

### Narrativa
- Fagotto rosso, Philobiblon, Ventimiglia 2005
- Pirrone ovvero le dissonanze, Philobiblon, Ventimiglia 2009

### Teatro
Nel caso di testi inediti si indica, di norma, la data della prima rappresentazione
- Le donne di Argo, 1953
- Cronaca di settembre, 1955
- L'armistizio ovvero l'impossibile, 1956
- Gli alberi e la città, 1957
- Le urgenti comunicazioni del signor Babila, 1960
- Come siam bravi quaggiù (in collaborazione con Vittorio Franceschi), 1960
- Resta così, o sistema solare (in collaborazione con Vittorio Franceschi), 1961. Pubblicato su “Filmcritica” n. 117, febbraio 1962
- Il capitale morale, 1961
- La luce rossa, pubblicato su “La Serpe” n. 4 del dicembre 1963
- La «maestra» ammalata, pubblicato su “La Serpe” n. 3 del settembre 1964
- Eugenio, o il trionfo della salute, pubblicata su “Sipario” n. 220-221 del 1964
- I padron de cà, 1965
- Gli astrologi (in collaborazione con Giovanni Poli), copione derivato da L'astrologo di Giovan Battista Della Porta e da scritti di astrologia e alchimia, 1965, pubblicazione del testo nella collana del Teatro-Studio di Palazzo Durini, Milano 1965
- La commedia della guerra (in collaborazione con Giovanni Poli), copione derivato da Carlo Goldoni, 1965, pubblicazione del testo nella collana del Teatro-Studio di Palazzo Durini, Milano 1965
- Roma, anno zero (con un monologo di Franco Loi), 1966
- L'ora del rosmarino, pubblicato su “La Serpe”, nel numero del settembre 1966
- Il primogenito, pubblicato su “La Serpe”, nel numero di marzo-giugno 1967
- Un giorno felice, pubblicato su “La Serpe”,del marzo 1968
- Stanza 23, radiodramma trasmesso nel 1970 dalla Radio Italiana
- La salute, la vita (o, con altro titolo: I poveri muoiono prima), 1971
- Processo a Goldoni, 1971
- Giulio II, 1972, ora pubblicato in Le commedie del disinganno, prefazione di Paolo Puppa, nota introduttiva di Marco Innocenti, Philobiblon, Ventimiglia 2007
- L'anitra bianca, 1973. Testo pubblicato, con il saggio introduttivo di Roberto Rebora Sandro Bajini e la discrezione al vetriolo, da Sergio Ghisoni editore, Milano 1973. Ora in Le commedie del disinganno, cit.
- Mefistovalzer, 1977. Ora in Le commedie del disinganno, cit.
- Crisi passeggera nell'amministrazione della Repubblica, trasmesso dalla Radio Italiana, probabilmente nel 1977
- Triangolo equilatero, 1980. Ora in Le commedie del disinganno, cit.
- La regina della neve, da Hans Christian Andersen, in collaborazione con Gianni Colla, 1982
- Il gerundio di morire, pubblicato su “Sipario” n. 652, ottobre 2003. Ora in Le commedie del disinganno, cit.
- A novembre fioriscono i prati, pubblicato in “Ca' de sass” n.85, marzo 1984
- Dinner, commedia in due monologhi (quello maschile è di Bajini, quello femminile di Gina Lagorio) trasmessa dalla Radio Italiana, pubblicata su “Sipario” n.478-479 del luglio-agosto 1988
- Il drago, da Eugenij Schwarz, rielaborazione di Sandro Bajini e Gianni Colla, 1984
- Diario di un pazzo, elaborazione drammaturgica del racconto di Gogol, 1984
- Il sesto cerchio, libretto per la musica di Luigi Abbate
- Congetture sull'armadillo, pubblicato su “Sipario” n. 598, marzo 1999. Ora in Le commedie del disinganno, cit.
- Sogno di una notte di mezza estate, 1992-1993
- I confidenz del Moro, 2003
- Gabol e panzanegh de Giovannin Falstaff, 2003
- Lo specchio delle vedove, 2006
- Fagotto rosso, 2006

### Introduzioni e traduzioni
- Georges Feydeau, Teatro, due volumi, traduzione e cura, con saggio introduttivo, Adelphi,  Milano 1970
- Paul Verlaine, Confessioni, traduzione, Adelphi, Milano 1977
- Molière, Il Tartufo e Il Misantropo, introduzione, traduzione e note, Garzanti, Milano 1984
- Pierre Carnet de Chamblain de Marivaux, Il gioco dell'amore e del caso e Le false confidenze, introduzione di Lionello Sozzi, traduzione e note di Sandro Bajini, Garzanti, Milano 1987
- I capolavori del vaudeville, traduzione e cura, con saggio introduttivo (comprende Eugène Labiche: Il viaggio del signor Perrichon, Alexander Bisson: Le sorprese del divorzio, Charles-Maurice Hennequin: Niente da dichiarare?, Georges Feydeau: Occupati di Amelia!, Georges Courteline: Un agente senza pietà), Mondadori, Milano 1988
- Molière, Il malato immaginario, introduzione, traduzione e note, Garzanti, Milano 1991
- Molière, L'avaro, introduzione, traduzione e note, Garzanti, Milano 1992
- Molière, Il borghese gentiluomo, introduzione di Sandro Bajini, presentazione e traduzione di Romeo Lucchese, Garzanti, Milano 1992
- Eugène Ionesco, L'uomo con le valigie, Che inenarrabile casino!, Esercizi di conversazione e dizione in francese per studenti americani, traduzione. In Teatro completo, Einaudi-Gallimard, Torino 1993
- Molière, Don Giovanni o il Convitato di pietra, introduzione, traduzione e note, in appendice le Osservazioni sopra una commedia di Molière intitolata Il convito di pietra e la Lettera sulle osservazioni, Garzanti, Milano 1993
- Molière, La scuola delle mogli e La critica della scuola delle mogli, introduzione, prefazione, traduzione e note, Garzanti, Milano 1994
- Molière, George Dandin ovvero il Marito umiliato, introduzione, prefazione, traduzione e note, Garzanti, Milano 1997
- Mario Avati/Luciano De Giovanni, Niente che vive niente che muore, tre sonettini di Luciano De Giovanni con traduzione in francese di Sandro Bajini e una incisione alla maniera nera di Mario Avati, edizione di Fabrizio Mugnaini, 1996
- Molière, La scuola dei mariti, introduzione, prefazione, traduzione e note, Garzanti, Milano 1996
- Il Molière malato, saggio e prima traduzione italiana di Èlomire ypocondre, Accademia del Teatro Olimpico di Vicenza, Vicenza 1999
- da William Shakespeare, Amleto & compagni all'ombra del Duomo. Venti monologhi di Shakespeare in lingua milanese, viennepierre edizioni, Milano 2002
- Abbé Pierre, Mio Dio…perché?, introduzione e cura di Frédéric Lenoir, Garzanti, Milano 2006
- Introduzione a Maurizio Meschia, Esercizi di piccola salvezza, Casabianca editore, Sanremo, 2011

### Altre curatele
- EM / La nuova enciclopedia medica Garzanti, Garzanti, Milano 1987 (versione italiana di The new illustrated medical enciclopedia for home use – dalla prima edizione della garzantina di medicina Bajini è un collaboratore dell'opera, la sesta edizione aggiornata – diretta da Bajini – è del 1987)
- La guerra dei due Carli, saggio e cura dei due libelli di Carlo Gozzi scritti contro Goldoni: Scrittura contestativa al taglio della Tartana e il Teatro Comico all'Osteria del Pellegrino, Accademia del Teatro Olimpico di Vicenza, Vicenza 2000
- Roberto Rebora, Prose disperse, viennepierre edizioni, Milano 2003
- Roberto Rebora, Scritti Teatrali, CD a cura di Sandro Bajini, grafica di Valentina Vassallo, 2010

### Saggistica
- Teatro e poetiche. Dai greci al seicento, Franco Angeli, Milano 1999
- Teatro e poetiche. Il settecento in Inghilterra e in Francia, Franco Angeli, Milano 2002
- Letteratura francese, Antonio Vallardi, Milano 2005
- Scritti quotidiani, a cura di M. Innocenti, Lo Studiolo, Sanremo 2015
- Don Giovanni personaggio e mito, Lo Studiolo, Sanremo 2016

### Opere grafiche
- Sic incipit Orpheus, pubblicato nel catalogo Mantova – un segno per raccontare un ricordo, Paolini editore, Mantova 1981
- Etica, cartolina per Sanremo Mail Art 2003, collezione Roberto Colombo, Sanremo

### Dizioni
- 2 CD in cui recita poesie di Carlo Porta, acclusi al volume Trenta poesie di Carlo Porta con note di Gino Cervi, Hoepli editore, Milano 2007